# Fireproof
Pour plus de détails, voir Fiche technique et Distribution.
Fireproof  est un film chrétien américain réalisé par Alex Kendrick, sorti le 26 septembre 2008 aux États-Unis. 

## Synopsis
Au travail, le capitaine Caleb Holt (Kirk Cameron), vit par l'adage du vieux pompier : «Ne laissez jamais votre partenaire en arrière.».
À la maison, dans sa froide vie de couple, il vit selon ses propres règles. Après 7 ans, sa relation avec sa femme Catherine (Erin Bethea) n'a jamais été interrompue, mais elle regrette cependant de s'être mariée.  À cause de leurs métiers respectifs, elle comme directrice des relations publiques d'un hôpital et lui comme pompier, aucun des deux n'arrive à comprendre les pressions professionnelles de l'autre.  Caleb a du mal à prouver ses sentiments, mais il va devoir appliquer sa devise professionnelle dans sa vie privée s'il ne veut pas perdre son épouse.

## Distribution
- Kirk Cameron : Caleb Holt, capitaine de la première station du service d'incendie d'Albany
- Erin Bethea : Catherine Holt, l'épouse de Caleb
- Harris Malcom : John Holt, le père de Caleb
- Ken Bevel : lieutenant Michael Simmons
- Jason McLeod : Eric Harmon, un pompier débutant
- Alex Kendrick : pasteur Strauss
- Perry Revell : Dr Gavin Keller

## Réception

### Box-office
Le film a récolté 33,4 millions de dollars au box-office mondial
pour un budget de 500,000 dollars.
Il a été le film indépendant le plus rentable de 2008.

### Critiques
Rotten Tomatoes a enregistré une note de 40% des critiques et 82% de l’audience et Metacritic a enregistré une note de 28/100 des critiques  , .

## Récompenses
| Année | Prix                            | Catégorie              | Intitulé  | Résultat |
| ----- | ------------------------------- | ---------------------- | --------- | -------- |
| 2009  | MovieGuide Faith & Values Award | Film le plus inspirant | Fireproof | Lauréat  |